# Ларошетт (комуна)
Ларошетт (люксемб. Fiels, фр. Larochette, нім. Fels) — комуна Люксембургу. Входить до складу кантону Мерш в окрузі Люксембург.

## Географія
Площа території комуни становить 15,40 км² (79-е місце за цим показником серед 116 комун Люксембургу).
Висота найвищої точки комуни над рівнем моря становить 420 метрів (45-е місце за цим показником серед комун країни), найнижчої — 266 метрів (77-е місце).

## Демографія
Станом на 2011 рік на території комуни мешкало 2 016 ос.
Динаміка чисельності населення:

## Адміністративний поділ
До складу комуни входять такі поселення:
| Поселення | Населення за даними переписів: | Населення за даними переписів: | Населення за даними переписів: |
| Поселення | на 31.03.1981                  | на 01.03.1991                  | на 15.02.2001                  |
| --------- | ------------------------------ | ------------------------------ | ------------------------------ |
| Ернзен    | 191                            | 226                            | 383                            |
| Ларошетт  | 1 071                          | 1 062                          | 1 359                          |